# فرودگاه هاینس جانکشن
فرودگاه هاینس جانکشن (به انگلیسی: Haines Junction Airport) یک فرودگاه همگانی با کد یاتا YHT است که یک باند فرود شن دارد و طول باند آن ۱۵۲۴ متر است. این فرودگاه در کشور کانادا قرار دارد و در ارتفاع ۶۵۵ متری از سطح دریا واقع شده‌است.